# Мастакол
Мастакол — река в России, протекает по Таштагольскому району Кемеровской области.
Устье реки находится в 6 км от устья Малого Таза по правому берегу. Длина реки составляет 10 км.

## Данные водного реестра
По данным государственного водного реестра России относится к Верхнеобскому бассейновому округу, водохозяйственный участок реки — Кондома, речной подбассейн реки — Томь. Речной бассейн реки — (Верхняя) Обь до впадения Иртыша.

## Топографические карты
- Лист карты N-45-XXVIII Таштагол. Масштаб: 1 : 200 000. Состояние местности на 1984 год. Издание 1990 г.
- Лист карты N-45-104. Масштаб: 1 : 100 000. Указать дату выпуска/состояния местности.